# Lonesome Luke's Lovely Rifle
Lonesome Luke's Lovely Rifle è un cortometraggio comico muto del 1917 diretto da Hal Roach e interpretato da Harold Lloyd.